# اینا پالیینکو
اینا پالیینکو (انگلیسی: Inna Paliyenko؛ زادهٔ ۸ ژوئن ۱۹۶۹) ورزشکار اسکی نمایشی اهل اوکراین است. او از اسکی‌بازان نمایشی در بازی‌های المپیک زمستانی ۱۹۹۴ بوده است.